# Räddningsinsats till sjöss

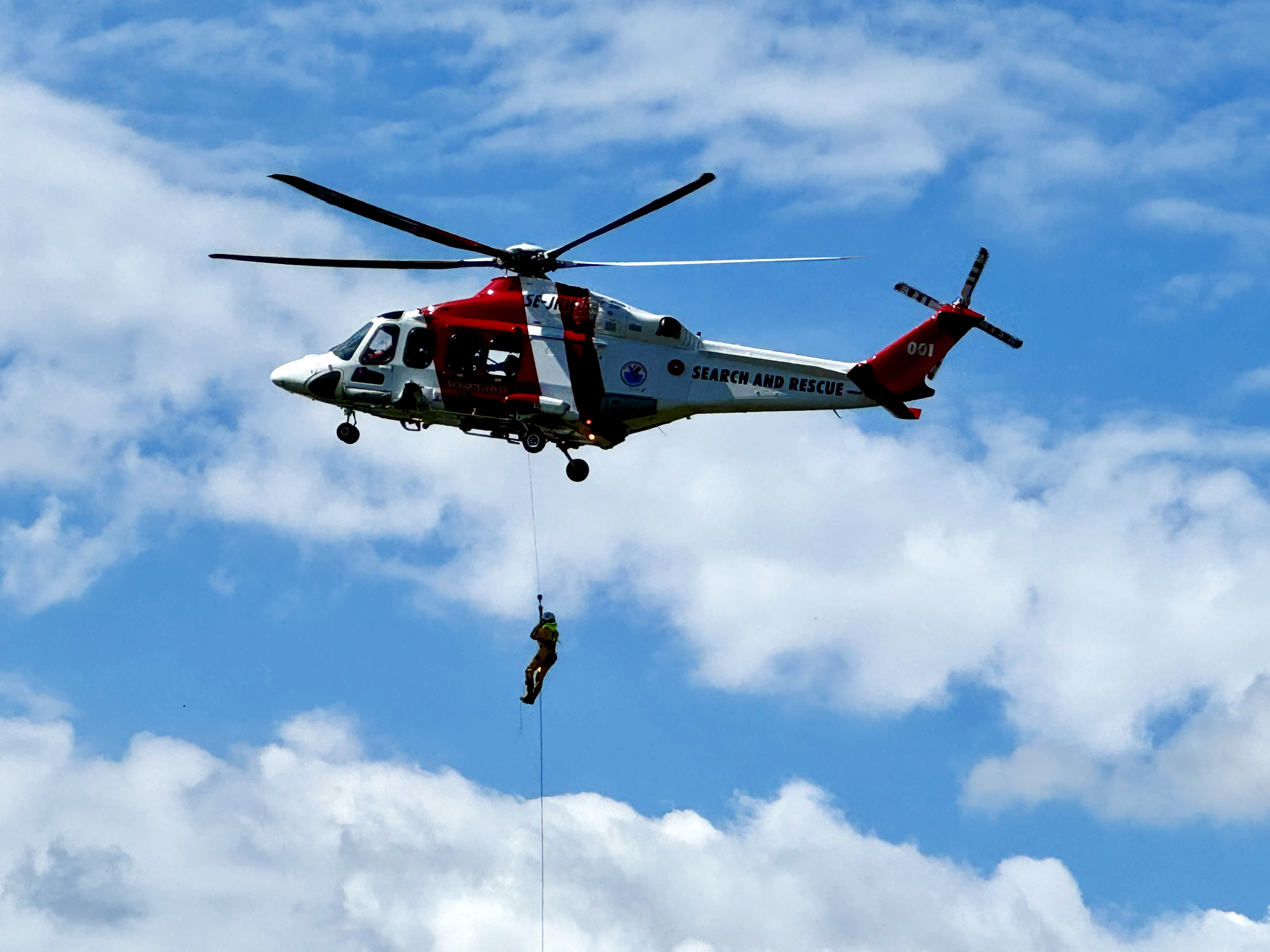
MIRG-styrka demonstrerar luftlandsättning med Leonardo AW139 på Gärdet i Stockholm i samband med firandet av Stockholms brandförsvars 150-årsjubileum i maj 2025.

Räddningsinsats till sjöss, ofta förkortat RITS, är en svensk organisation för räddningstjänst till sjöss som består av Myndigheten för samhällsskydd och beredskap (MSB), Sjöfartsverket, Kustbevakningen och ett antal kommunala räddningstjänster.
Räddningsinsats till sjöss bildades 1991 efter den stora branden ombord på färjan M/S Scandinavian Star den 7 april 1990. Då omkom 159 människor ombord vid katastroftillfället. Det var enheter från Göteborgs räddningstjänst som först bordade det brinnande fartyget från en helikopter från den svenska marinen. Senare uppdrogs åt Göteborgs kommun att skapa en organisation för andra liknande uppdrag. Det var de båda först anlända insatsledarna Ingvar Brynfors och Per-Olof Hybring, som efter 16 timmars intensivt arbete ombord ansågs kunna bidraga med kunskap och erfarenhet. Dessa utsågs att skapa denna organisation, som än idag är aktiv i de nordiska länderna. Huvudkonceptet är att alla insatser är riktade till att den tekniska utrustningen, som är förpackad i bärbara enheter, är likvärdig i alla kontrakterade kommuner, och att även den taktiska delen är utformad efter överenskommelse med Myndigheten för samhällsskydd och beredskap.

## RITS-styrka
En RITS-styrka, eller på det officiella sjöspråket engelska Maritime Incident Response Group (MIRG), består i Sverige av sex personer, inkluderande personal med utbildning och utrustning för rök- och kemdykning för livräddande insatser på fartyg. Styrkan, som även kan användas för en miljöräddningsinsats till sjöss, flygs ut till insatsen i SAR-helikopter från Sjöfartsverket eller transporteras med båt.